# Mausolée Yusif ibn Kuseyir
Le Mausolée Yusif ibn Kuseyir est un mausolée érigé en 1161-1162 à Nakhitchevan (Azerbaïdjan) pour Yusif ibn Kuseyir. Il est dû aux plans de l'architecte Ajami ibn Abubakr Nakhchivani. Il s'agit d'un bâtiments les plus anciens de la ville.
Cet édifice fait partie d'un groupe de mausolées de Nakhitchevan inscrits au  patrimoine mondial de l'UNESCO en 1998 grâce au travail de l'architecte azérie Gulnara Mehmandarova, présidente du comité azéri du Conseil international des monuments et des sites. 

## Description
Le mausolée est un petit bâtiment octogonal, construit en brique cuite et coiffé d'un toit conique. L'édifice et sa couverture sont séparés par une frise portant des versets du Coran, en écriture coufique, et indiquant le nom de la personne enterrée ainsi que la date de construction du mausolée. Chacun des côtés présente un ornement géométrique différent. 
La face ouest du bâtiment est légèrement différente des autres: elle comporte un motif géométrique dans sa partie supérieure, avec en-dessous une inscription indiquant le nom de la personne enterrée ainsi que la date de construction de la tombe (à savoir 557 AH).
L'espace intérieur de la tombe présente une salle couverte d'une coupole, avec en-dessous une crypte qui constitue la tombe à proprement parler. Celle-ci est couverte d'une voûte surbaissée. Le nom d'Ajami ibn Abubakr Nakhchivani est inscrit à gauche de l'entrée du mausolée, sur le haut d'un des côtés.

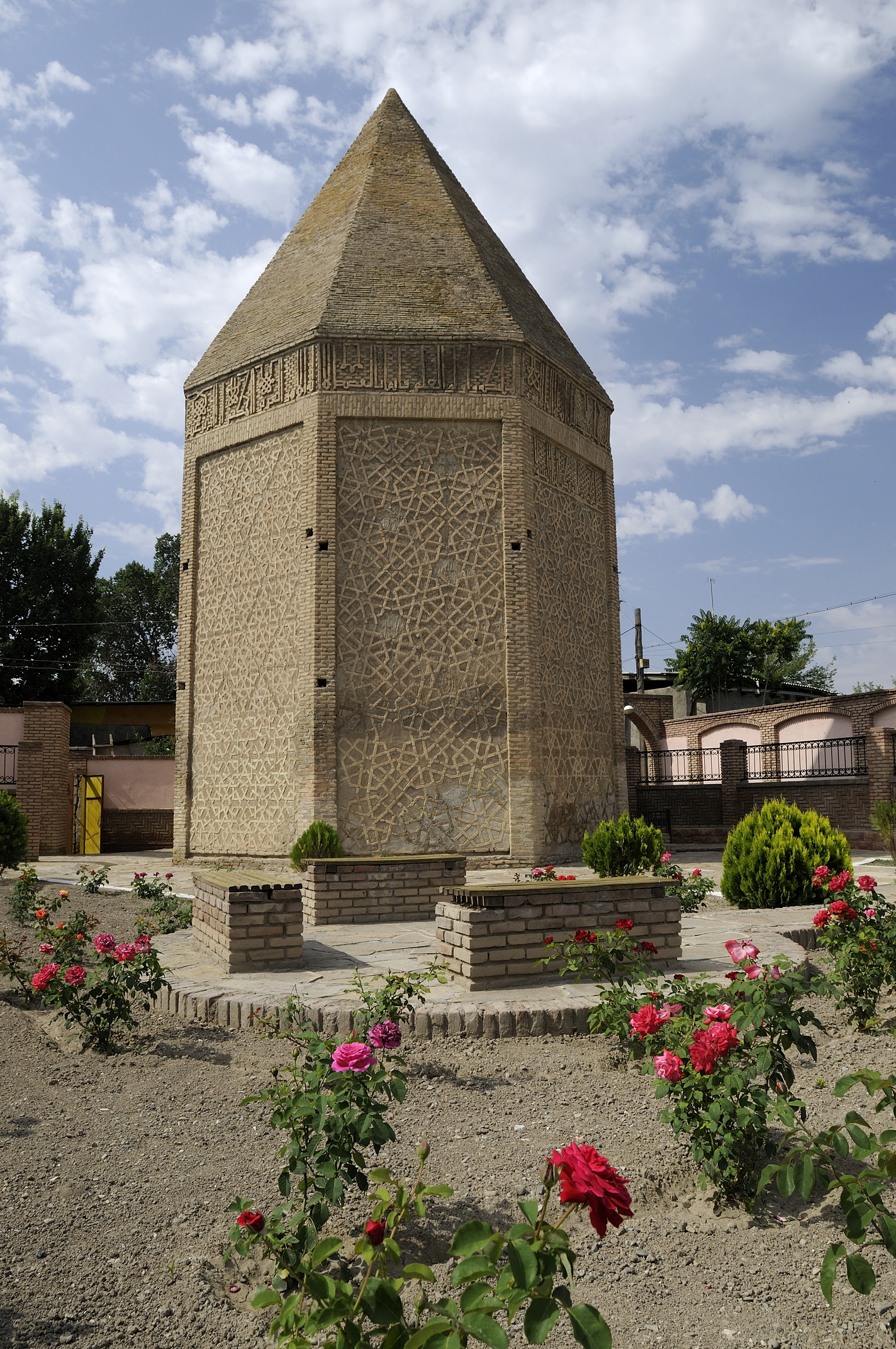
A droite, le côté ouest, avec l'inscription du nom de l'architecte et l'année de construction.
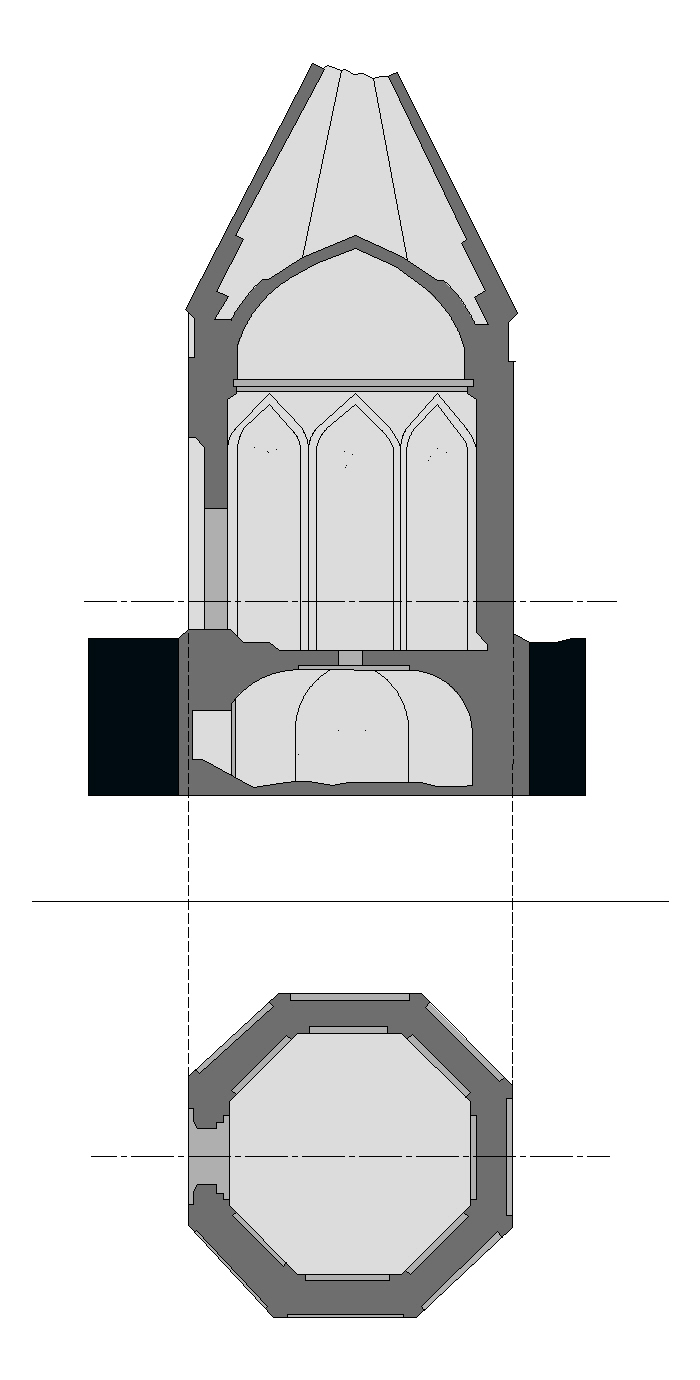
Plan et vue en coupe du mausolée.

## L'architecte
On doit à également à Ajami ibn Abubakr Nakhchivan, dans la ville de Nakhitchevan, le mausolée de Momine Khatun et la mosquée du vendredi.